# Nymphenburger Verlag
Der Nymphenburger Verlag, ehemals Nymphenburger Verlagshandlung, war ein selbständiger Buchverlag von 1946 bis 1974. In diesem Jahr ging er in der Herbig-Verlagsgruppe auf und gehörte zwischenzeitlich zum Langen Müller Verlag. Seit 2020 ist Nymphenburger ein Imprint von Franckh-Kosmos und bietet nun nach eigenen Angaben "Bücher zu Spiritualität, Körper, Geist & Seele, Lebenshilfe, Wellness, Yoga, Buddhismus, Meditation und Alternatives Heilen".
Im Verlag erschienen unter anderem die Kulturzeitschrift Der Ruf, Klaus Manns Roman Mephisto, und Charlotte Beradts Das Dritte Reich des Traums.
1946 gründeten Curt Vinz, Berthold Spangenberg und Gerhard Weiss in München den Verlag. Vinz hatte im Juli 1946 die dazu notwendige Lizenz der amerikanischen Besatzungsmacht erhalten. Noch im selben Jahr verlegten sie eine Textausgabe des Urteils des Internationalen Militärgerichtshofs im Nürnberger Prozess gegen die Hauptkriegsverbrecher. Weitere Bände zu den Nürnberger Prozessen folgten.
1960 übernahm Spangenberg die Anteile von Vinz. Die Nymphenburger Ausgabe von Mephisto schrieb deutsche Rechtsgeschichte. Der Verlag veröffentlichte die erste Werkausgabe Klaus Manns, unter anderem mit dem umstrittenen Roman. 1971 entschied das Bundesverfassungsgericht mit der Mephisto-Entscheidung gegen den Verlag und bestätigte das von der Vorinstanz ausgesprochene Veröffentlichungsverbot. Von 1974 bis 1982 leitete der Lektor, Übersetzer und Schriftsteller Hans A. Neunzig (* 1932 in Meißen) die „Nymphenburger Verlagshandlung“ (der Herbig-Verlagsgruppe bzw. der F. A. Herbig Verlagsbuchhandlung GmbH) in München, bevor er dort Programmchef beim C. Bertelsmann Verlag wurde.